# Heteropoda bivittata
Heteropoda bivittata este o specie de păianjeni din genul Heteropoda, familia Sparassidae, descrisă de Thorell, 1877.
Este endemică în Sulawesi. Conform Catalogue of Life specia Heteropoda bivittata nu are subspecii cunoscute.